# Fujifilm X-M1
Fujifilm X-M1 — беззеркальный системный цифровой фотоаппарат компании «Фудзифилм», использующий объективы с байонетом X и оснащённый КМОП-матрицу формата APS-C без НЧ-фильтра собственной разработки (технология X-Trans) с кроп-фактором 1,5.
X-M1 представлен весной 2013 года как младшая и более дешёвая модель в семействе беззеркальных фотоаппаратов Fujifilm. Одновременно с X-M1 производителем представлен объектив Fujinon XC 16-50 мм f/3,5-5,6 с системой оптической стабилизации изображения.
Фотоаппарат предлагается в трёх вариантах расцветки: с серебристыми верхней и нижней панелями, полностью чёрный, либо с коричневой отделкой.

## Отличия от старших моделей
В отличие от ранее выпущенных Fujifilm фотокамер X-Pro1 и X-E1, X-M1 получила более легкий и компактный корпус. Фотоаппарат лишился видоискателя, визирование может осуществляться только по ЖК-дисплею. Последний может наклоняться вверх и вниз относительно камеры.
Fujufilm X-M1, в отличие от старших моделей, оснащён встроенным Wi-Fi-модулем для беспроводной передачи снимков.

## Аксессуары
Компания Fujifilm выпускает ряд аксессуаров, совместимых со всеми фотоаппаратами с байонетом X, в том числе — с X-M1:
- фотовспышки: EF-X20, EF-42, EF-20;
- адаптеры: адаптер «M Mount Adapter» для совместимости с объективами с байонетом Leica M.

Аксессуары, совместимые только с X-M1:
- Дополнительный хват (модель HG-XM1)[6];
- Кожаный получехол с дополнительным шейным ремнём (модель BLC-XM1)[7];